# Celeno (estrella)
Celeno o Celaeno (16 Tauri / HD 23288 / HR 1140) es una estrella en la constelación de Tauro que forma parte del cúmulo abierto de las Pléyades. Su magnitud aparente es +5,45 y se encuentra a unos 440 años luz de distancia. A veces es conocida como la Pléyade Perdida, ya que —a excepción de Asterope—, es la más tenue entre las estrellas de este cúmulo que poseen nombre propio. Su nombre corresponde a una de las siete Pléyades, hijas del titán Atlas y la oceánide Pléyone.
Celeno aparece catalogada como una subgigante blanco-azulada de tipo espectral B7IV con una temperatura de 13.200 K. 240 veces más luminosa que el Sol, su radio es 3 veces mayor que el radio solar. Tiene una velocidad de rotación de al menos 185 km/s, lo que la lleva a completar una vuelta en menos de 19 horas. De acuerdo al profesor Jim Kaler, en su interior el hidrógeno se sigue transformando en helio, por lo que no es una verdadera subgigante, si no una estrella de la secuencia principal; de acuerdo a su masa —equivalente a 3,7 masas solares—, su permanencia en la secuencia principal es de 225 millones de años, mientras que la edad de las Pléyades es de sólo 130 millones de años.
Celeno es una estrella binaria con una compañera cercana, detectada mediante interferometría, a 0,0062 segundos de arco. Seis veces más tenue que la estrella principal, su brillo corresponde a una estrella blanca de tipo A3, distante menos de 1 UA de la estrella principal, con un período orbital ligeramente inferior a medio año.